# Peyman Mo'adi
Peyman Mo'adi (in persiano پیمان مَعادی‎, Peymān Moʾādi; New York, 5 marzo 1972) è un attore iraniano.

## Biografia
Nato a New York da genitori iraniani, la famiglia torna a vivere in Iran quando aveva cinque anni. Il padre Hassan Mo'adi è un avvocato.  Si è laureato in ingegneria metallurgica alla Karaj Azad University. Dal 2008 è sposato con Rana Hamidi e ha due figli; Baran e Atena.
Inizia la sua carriera nei primi anni 2000, lavorando come sceneggiatore per alcuni film iraniani, come Avaz-e ghoo e Atash. Nel 2009 debutta come attore in About Elly di Asghar Farhadi. Due anni dopo Farhadi gli affida il ruolo del protagonista maschile nel film Una separazione. Il film ha ottenuto numerosi riconoscimenti internazionali e Mo'adi ha vinto l'Orso d'argento per il miglior attore, condiviso con tutto il cast maschile, al Festival di Berlino.
Nel 2012 debutta alla regia con il film iraniano Barf rooye kajha. Nel 2014 recita al fianco di Kristen Stewart nel film indipendente statunitense Camp X-Ray. Nel 2014 è stato membro di giuria della 17ª edizione dello Shanghai International Film Festival, presieduta da Gong Li. 
Nel 2015 fa parte del cast di Last Knights, con Clive Owen e Morgan Freeman, mentre l'anno seguente recita nel film hollywoodiano 13 Hours: The Secret Soldiers of Benghazi, diretto da Michael Bay. Nel 2016 Mo'adi fa parte del cast della miniserie televisiva targata HBO The Night Of - Cos'è successo quella notte?, nel ruolo del padre del protagonista.

## Filmografia parziale

### Cinema
- About Elly (Darbāre-ye Elly), regia di Asghar Farhadi (2009)
- Una separazione (Jodāyi-e Nāder az Simin), regia di Asghar Farhadi (2011)
- Camp X-Ray, regia di Peter Sattler (2014)
- Qessehā, regia di Rakhshan Banie'temad (2014)
- Last Knights, regia di Kazuaki Kiriya (2015)
- 13 Hours: The Secret Soldiers of Benghazi, regia di Michael Bay (2016)
- Abad o yek ruz, regia di Sa'id Rustayi (2016)
- Metri šiš o nim, regia di Sa'id Rustayi (2019)
- 6 Underground, regia di Michael Bay (2019)
- Police, regia di Anne Fontaine (2020)
- Leila e i suoi fratelli (Barādarān-e Leylā), regia di Sa'id Rustayi (2022)
- Aporia, regia di Jared Moshe (2023)
- Zan o bačče, regia di Sa'id Rustayi (2025)

### Televisione
- The Night Of - Cos'è successo quella notte? (The Night Of) – miniserie TV, 8 puntate (2016)
- Westworld - Dove tutto è concesso (Westworld) – serie TV, episodi 1x01-1x03-1x06 (2020)

## Doppiatori italiani
Nelle versioni in italiano delle opere in cui ha recitato, Peyman Mo'adi è stato doppiato da:
- Stefano Billi in About Elly
- Alessandro Quarta in Una separazione
- Alberto Bognanni in Camp X-Ray
- Gianfranco Miranda in Last Knights
- Lamine Mohamed Labidi in 13 Hours: The Secret Soldiers of Benghazi
- Roberto Gammino in The Night Of - Cos'è successo quella notte?
- Dimitri Winter in Westworld - Dove tutto è concesso
- Andrea Lavagnino in 6 Underground